# Basiliscus galeritus
Basiliscus galeritus är en ödleart som beskrevs av Duméril 1851. Basiliscus galeritus ingår i släktet Basiliscus och familjen Corytophanidae. Inga underarter finns listade.
Artepitetet i det vetenskapliga namnet är bildat av det latinska ordet galeritus (bära en huva).
Arten förekommer i Panama, Colombia och Ecuador. Honor lägger ägg. Denna ödla lever i låglandet och i bergstrakter upp till 980 meter över havet. Den vistas i fuktiga skogar, våtmarker och andra landskap nära vattendrag. Arten saknas vid starkt förorenade floder. Den är beroende av några träd i regionen och den kan dela reviret med hjälmbasilisk.
Beståndet påverkas i viss mån av vattenföroreningar. Basiliscus galeritus hittas i olika nationalparker och andra skyddszoner. IUCN listar arten som livskraftig (LC).